# Merville-Franceville-Plage
Merville-Franceville-Plage är en kommun i departementet Calvados i regionen Normandie i norra Frankrike. Kommunen ligger i kantonen Cabourg som ligger i arrondissementet Caen. År 2022 hade Merville-Franceville-Plage 2 222 invånare.

## Befolkningsutveckling
Antalet invånare i kommunen Merville-Franceville-Plage
Referens: INSEE